# Ardisia sulcata
Ardisia sulcata är en viveväxtart som beskrevs av Carl Christian Mez. Ardisia sulcata ingår i släktet Ardisia och familjen viveväxter. Inga underarter finns listade i Catalogue of Life.